# Каратель (телесеріал)
«Каратель» (англ. The Punisher) — американський телесеріал, драматичний бойовик, події якого відбуваються у кіновсесвіті Marvel. Головний герой Френк Касл (Джон Бернтал) не має надприродних здібностей — він вирізняється найвищим рівнем військової підготовки та надзвичайною жорстокістю.
Телесеріал «Каратель» вийшов на відеосервісі Netflix 17 листопада 2017 року. Другий сезон вийшов 18 січня 2019 року. У лютому 2019 року канал Netflix повідомив про закриття серіалу.

## Синопсис
Френк Касл (Френсіс Кастильоне) — колишній військовик, відмінно підготовлений снайпер підрозділу спеціальних операцій, учасник бойових дій та таємних операцій ЦРУ в Афганістані та Іраку. Після повернення додому, де його чекає любляча родина, Касл намагається оговтатися від психологічного зриву, викликаному побаченим на війні. Проте його мирне життя руйнує трагічний випадок: Френк з дружиною, сином та дочкою під час прогулянки в парку опиняється під перехресним вогнем трьох банд. Френк утрачає родину, а продажний суддя відпускає вбивць. Каратель розуміє, що йому нічого втрачати, і бере меч правосуддя у свої руки та починає жорстоке полювання на злочинців Нью-Йорка. У цьому Каслу допомагають колишні бойові побратими та деякі працівники правоохоронних органів, яким теж набридла непокарана і знахабніла злочинність міста.
У другому сезоні телефільму Касл отримує нові документи та їде з мегаполісу. Але природна жага справедливості та ненависть до злочинців знову змушує його стати на захист дівчини, за якою полюють добре навчені вбивці з приватної охоронної компанії. На додачу й самому Каслу загрожує помста скаліченого ним ветерана та його нових товаришів.

## Послідовність
| 2015 | Шибайголова 1 сезон    |
| 2015 | Джессіка Джонс 1 сезон |
| 2016 | Шибайголова 2 сезон    |
| 2016 | Люк Кейдж 1 сезон      |
| 2017 | Залізний кулак 1 сезон |
| 2017 | Захисники 1 сезон      |
| 2017 | Каратель 1 сезон       |
| 2018 | Джессіка Джонс 2 сезон |
| 2018 | Люк Кейдж 2 сезон      |
| 2018 | Залізний кулак 2 сезон |
| 2019 | Джессіка Джонс 3 сезон |
| 2019 | Шибайголова 3 сезон    |
| 2019 | Каратель 2 сезон       |

Серіал «Каратель» є шостим проєктом «Саги Захисників», до якої також входять серіали: Шибайголова, Джессіка Джонс, Люк Кейдж, Залізний кулак та Захисники.
Події сезонів відбуваються хронологічно за датою їх виходу. Тобто події першого сезону «Карателя» відбуваються після мінісеріалу «Захисники» та перед другим сезоном «Джессіки Джонс», а події другого сезону — після 3 сезону «Шибайголови».

## Український переклад
Телесеріал українською мовою перекладений та озвучений студією «НеЗупиняйПродакшн» (1 сезон, на замовлення «Гуртом») та DniproFilm (2 сезон).

## Акторський склад
| Актори                     | Персонажі | 1-й сезон       | 2-й сезон       |
| -------------------------- | --- | --------------- | --------------- |
| Джон Бернтал               | Френк Касл / Каратель, морпіх-ветеран війни | головна роль    | головна роль    |
| Бен Барнс                  | Біллі Руссо, колишній морпіх-розвідник, бойовий побратим Касла (у 1-му сезоні — власник приватної військової компанії, у 2-му сезоні — лідер групи ветеранів війни) | головна роль    | головна роль    |
| Джорджія Віґем             | Рейчел / Емі Бендікс |                 | головна роль    |
| Ембер Роуз Рева            | Діна Мадані, агент Нацбезпеки | головна роль    | головна роль    |
| Ебон Мосс-Бакрак           | Девід Ліберман / Мікро, колишній аналітик АНБ | основна роль    |                 |
| Деніел Веббер              | Люїс Волкотт / Люїс Вілсон, молодий ветеран | основна роль    |                 |
| Пол Шульц                  | Вільям Ролінз, керівник таємних операцій ЦРУ | основна роль    |                 |
| Джейсон Р. Мур             | Кертіс Гойл, близькій друг Касла, керівник групової терапії | основна роль    | основна роль    |
| Майкл Натансон             | Сем Стейн, спецагент Нацбезпеки, напарник Мадані | основна роль    |                 |
| Джейн Рей Ньюмен           | Сара Ліберман, дружина Девіда | основна роль    |                 |
| Дебора Енн Волл            | Карен Пейдж, журналістка, подруга Касла | основна роль    | гостьова роль   |
| Джош Стюарт                | Джон Пілґрим, християнський фанатик |                 | основна роль    |
| Флоріана Ліма              | Кріста Дюмон, психотерапевт |                 | основна роль    |
| Шохре Агдашлу              | Фара Мадані, мати Діни Мадані | другорядна роль |                 |
| Джордан Махоме             | Айзек Лендж, ветеран | другорядна роль |                 |
| Келлі Барретт              | Марія Касл, дружина Касла | другорядна роль |                 |
| Ейдан Пірс Бреннан         | Френк Касл молодший, син Касла | другорядна роль |                 |
| Ніколетт Піеріні           | Ліза Касл, дочка Касла | другорядна роль |                 |
| Мері Елізабет Мастрантоніо | Меріон Джеймс | другорядна роль | гостьова роль   |
| Ріплі Собо                 | Лео Ліберман, дочка Девіда і Сари | другорядна роль |                 |
| Кобі Фрумер                | Зак Ліберман, син Девіда і Сари | другорядна роль |                 |
| Тоні Плана                 | Рафаель Ернандес, начальник Діни Мадані, давній друг її батьків | другорядна роль | другорядна роль |
| Ройс Джонсон               | Бретт Махоні, детектив поліції | гостьова роль   | другорядна роль |
| Корбін Бернсен             | Андерсон Шульц, співголова «Тестмент індастріз», наймач Джона Пілґрима                                                                                              |                 | другорядна роль |
| Аннетт О'Тул               | Еліза Шульц, дочка Андерсона Шульца, співголова компанії |                 | другорядна роль |
| Джордан Дін                | Джейк Нельсон / Джейк Кемпбелл, наркозалежний ветеран із команди Руссо                                                                                              |                 | другорядна роль |
| Семюел Гомес               | Хосе, ветеран, член команди Руссо |                 | другорядна роль |
| Джимі Стентон              | Тод, ветеран, член команди Руссо |                 | другорядна роль |
| Бретт Бартолом'ю           | Філліп, ветеран, член команди Руссо |                 | другорядна роль |
| Тері Рівз                  | Марлена Олін, лідер приватної військової компанії |                 | другорядна роль |

## Список епізодів
| Сезон | Епізоди | Епізоди | Оригінальний показ | Оригінальний показ |
| Сезон | Епізоди | Епізоди | Перший показ       | Останній показ     |
| ----- | ------- | ------- | ------------------ | ------------------ |
| 1     | 13      | 13      | 17 листопада 2017  | 17 листопада 2017  |
| 2     | 13      | 13      | 18 січня 2019      | 18 січня 2019      |

### Перший сезон (2017)
| No. | Назва                                        | Режисер        | Сценарист            | Дата показу       |
| --- | -------------------------------------------- | -------------- | -------------------- | ----------------- |
| 1 | «Третя година ранку» «3AM»                   | Том Шенкленд   | Стів Лайтфут         | 17 листопада 2017 |
| Морський піхотинець у відставці Френк Касл бере правосуддя у свої руки, намагаючись змиритися зі своїм трагічним минулим.                                                    |                                              |                |                      |                   |
| 2 | «Двоє мерців» «Two Dead Men»                 | Том Шенкленд   | Стів Лайтфут         | 17 листопада 2017 |
| Таємничий телефонний дзвінок змушує Френка діяти. Тим часом Мадані збирає інформацію про підозрюваних, а Кертіс доставляє повідомлення.                                      |                                              |                |                      |                   |
| 3 | «Кандагар» «Kandahar»                        | Енді Ґоддард   | Стів Лайтфут         | 17 листопада 2017 |
| Френк не стримує себе, допитуючи Мікро. Спогади про надтаємні місії проливають світло на минуле Касла.                                                                       |                                              |                |                      |                   |
| 4 | «Поповнення» «Resupply»                      | Карі Скоґленд  | Даріо Скардапане     | 17 листопада 2017 |
| Мадані й Сем планують віртуозну операцію. Кертіс намагається зв’язатися з Льюїсом, а Френк змушує Мікро забруднити руки.                                                     |                                              |                |                      |                   |
| 5 | «Ґаннер» «Gunner»                            | Дірбгла Волш   | Майкл Джонс-Моралес  | 17 листопада 2017 |
| Френк і Мікро допитують небалакучого свідка. Мадані й Сем дізнаються про можливе розслідування. Ролінз бачить привида.                                                       |                                              |                |                      |                   |
| 6 | «Провідник на заклання» «The Judas Goat»     | Джеремі Вебб   | Крістін Бойлан       | 17 листопада 2017 |
| Стан здоров’я Френка значно погіршується. Мікро звертається по допомогу до Кертіса. Мадані й Руссо продовжують поєднувати справу із задоволенням. Льюїс відстоює свої права. |                                              |                |                      |                   |
| 7 | «Під прицілом» «Crosshairs»                  | Енді Ґоддард   | Брюс Романс          | 17 листопада 2017 |
| Льюїс стурбований наслідками своїх дій. Френк і Мікро переслідують людину зі свого минулого. Мадані й Сем шукають «жучок».                                                   |                                              |                |                      |                   |
| 8 | «Холодна зброя» «Cold Steel»                 | Антоніо Кампос | Феліція Д. Гендерсон | 17 листопада 2017 |
| Руссо відкриває Мадані правду про своє минуле. Сара ділиться з Френком побоюваннями щодо свого сина. Операція з приманкою йде не за планом.                                  |                                              |                |                      |                   |
| 9 | ««До противника»» «Front Toward Enemy»       | Марк Джобст    | Анджела ЛаМанна      | 17 листопада 2017 |
| Після смертоносного вибуху під прицілом підривника опиняється Карен, і Френку це не до вподоби. Тим часом Кертіс робить жахливе відкриття.                                   |                                              |                |                      |                   |
| 10 | «Чеснота негідників» «Virtue of the Vicious» | Джим О'Хенлон  | Кен Крістенсен       | 17 листопада 2017 |
| Напад на високопоставленого політика знову й знову піддають прискіпливому дослідженню. Мадані дізнається гірку правду.                                                       |                                              |                |                      |                   |
| 11 | «Загроза поруч» «Danger Close»               | Кевін Гукс     | Феліція Д. Гендерсон | 17 листопада 2017 |
| Сара опиняється в небезпеці. Жага помсти Френка не знає меж, а підтримка нового союзника відкриває перед ним неочікувані можливості.                                         |                                              |                |                      |                   |
| 12 | «Дім» «Home»                                 | Джет Вілкінсон | Даріо Скардапане     | 17 листопада 2017 |
| Френк робить приголомшливе зізнання. Після перестрілки Сара не знає, у що вірити. Вільям Ролінз наважується на вбивство.                                                     |                                              |                |                      |                   |
| 13 | «Пам’ятай про смерть» «Memento Mori»         | Стівн Сурджік  | Стів Лайтфут         | 17 листопада 2017 |
| Представники влади вже близько. Френк виснажений, але рішуче налаштований покласти край війні, що зламала йому життя.                                                        |                                              |                |                      |                   |

### Другий сезон (2019)
| No. | Назва                                        | Режисер            | Сценарист                      | Дата показу   |
| --- | -------------------------------------------- | ------------------ | ------------------------------ | ------------- |
| 1 | «Придорожній блюз» «Roadhouse Blues»         | Джим О'Хенлон      | Стів Лайтфут                   | 18 січня 2019 |
| Проїжджаючи через Мічиган, Френк зупиняється в придорожньому барі й знову потрапляє в неприємності.                                                                         |                                              |                    |                                |               |
| 2 | «Бий або тікай» «Fight or Flight»            | Джим О'Хенлон      | Стів Лайтфут                   | 18 січня 2019 |
| Френк і Рейчел змушені тікати від переслідування з боку заклятого ворога. Тим часом Мадані приходить до Руссо, який зовсім не радий такій зустрічі.                         |                                              |                    |                                |               |
| 3 | «У каламутній воді» «Trouble the Water»      | Джеремі Вебб       | Кен Крістенсен                 | 18 січня 2019 |
| Минуле Пілігрима привертає до себе чимало уваги. Френк і Рейчел опиняються в поліцейському відділку, чим наражають себе на небезпеку.                                       |                                              |                    |                                |               |
| 4 | «Рубцева тканина» «Scar Tissue»              | Ієн Б. МакДональд  | Анджела ЛаМанна                | 18 січня 2019 |
| Рейчел згадує ніч, коли все змінилося, і називає Френку своє справжнє ім’я. На Руссо чекає серйозна розмова з людиною з його дитинства.                                     |                                              |                    |                                |               |
| 5 | «Одноокі валети» «One-Eyed Jacks»            | Стейсі Пассон      | Даріо Скардапане               | 18 січня 2019 |
| На думку Френка, якщо ти знаєш, чого очікувати, — це вже не пастка. Мадані розкриває карти, а Пілігрим готується відвідати забуте Богом місце.                              |                                              |                    |                                |               |
| 6 | «Покарати» «Nakazat»                         | Джеймі М. Даґґ     | Крістін Бойлан                 | 18 січня 2019 |
| Емі (яка жила під псевдонімом Рейчел) проявляє фотографії, що вказують на змову. Руссо читає свій звіт. Розповідь Мадані про Руссо викликає шквал критики.                  |                                              |                    |                                |               |
| 7 | «Невдалий день» «One Bad Day»                | Джет Вілкінсон     | Феліція Д. Гендерсон           | 18 січня 2019 |
| Спроби Мадані з’ясувати особу Пілігрима виявляються марними. Руссо та його люди втілюють свій план. Френк зустрічає людину зі свого минулого.                               |                                              |                    |                                |               |
| 8 | «Сторож братові моєму» «My Brother's Keeper» | Майкл Оффер        | Брюс Романс                    | 18 січня 2019 |
| Руссо мучать болючі спогади. Відчай, що охопив Френка, лякає його близьких. Мадані отримує попередження від одного відвідувача.                                             |                                              |                    |                                |               |
| 9 | «Повна лажа» «Flustercluck»                  | Саллі Річардсон    | Стів Лайтфут і Кен Крістенсен  | 18 січня 2019 |
| Найвідчайдушніші негідники Нью-Йорка полюють на Карателя, за голову якого призначено винагороду. Емі залучає до справи іншого шахрая. Руссо та Кріста думають про майбутнє. |                                              |                    |                                |               |
| 10 | «Темні серця» «The Dark Hearts of Men»       | Алекс Ґарсія Лопес | Стів Лайтфут і Анджела ЛаМанна | 18 січня 2019 |
| Мадані та Кріста обговорюють, кого слід урятувати. Френк готується до штурму володінь Руссо. Жорстока сутичка змушує Пілігрима повернутися до старих звичок.                |                                              |                    |                                |               |
| 11 | «Безодня» «The Abyss»                        | Міра Менон         | Лаура Джин Ліл                 | 18 січня 2019 |
| Емі поспішає на допомогу Френку, що лежить у лікарні й абсолютно беззахисний. Пілігрим дізнається жахливі новини, а Карен Пейдж просить про послугу.                        |                                              |                    |                                |               |
| 12 | «Курс на зіткнення» «Collision Course»       | Стівен Кей         | Даріо Скардапане               | 18 січня 2019 |
| Пристебніть паски безпеки — Магоні та Френк готові зазирнути у вічі своєму минулому. Емі робить свій хід, на Руссо чекає розплата, а Мадані розкриває карти перед Крістою.  |                                              |                    |                                |               |
| 13 | «Ураган» «The Whirlwind»                     | Джеремі Вебб       | Стів Лайтфут                   | 18 січня 2019 |
| Френк, Пілігрим, Мадані, Руссо, Емі, Курт і сімʼя Шульц. Кулі летітимуть звідусіль, і правду буде розкрито.                                                                 |                                              |                    |                                |               |